# Grugliasco
Grugliasco (piemontesisch Grujasch) ist eine italienische Gemeinde in der Metropolitanstadt Turin (TO), Region Piemont.

## Lage und Einwohner
Grugliasco liegt knapp 10 km westlich von Turin. Das Gemeindegebiet umfasst eine Fläche von 13 km² und hat 36.696 Einwohner (Stand 31. Dezember 2023).
Die Gemeinde ist Sitz der Scuola di Agraria e Medicina Veterinaria – SAMEV, einer Außenstelle der Università degli Studi di Torino für die mit Instituten für Agrarwissenschaften, Forsten und Ernährung, sowie Veterinärmedizin. Die SAMEV kooperiert mit einem Konsortium aus namhaften europäischen Hochschulen, unter anderem der Hochschule Geisenheim.
Die Nachbargemeinden sind Turin, Collegno und Rivoli.

## Geschichte

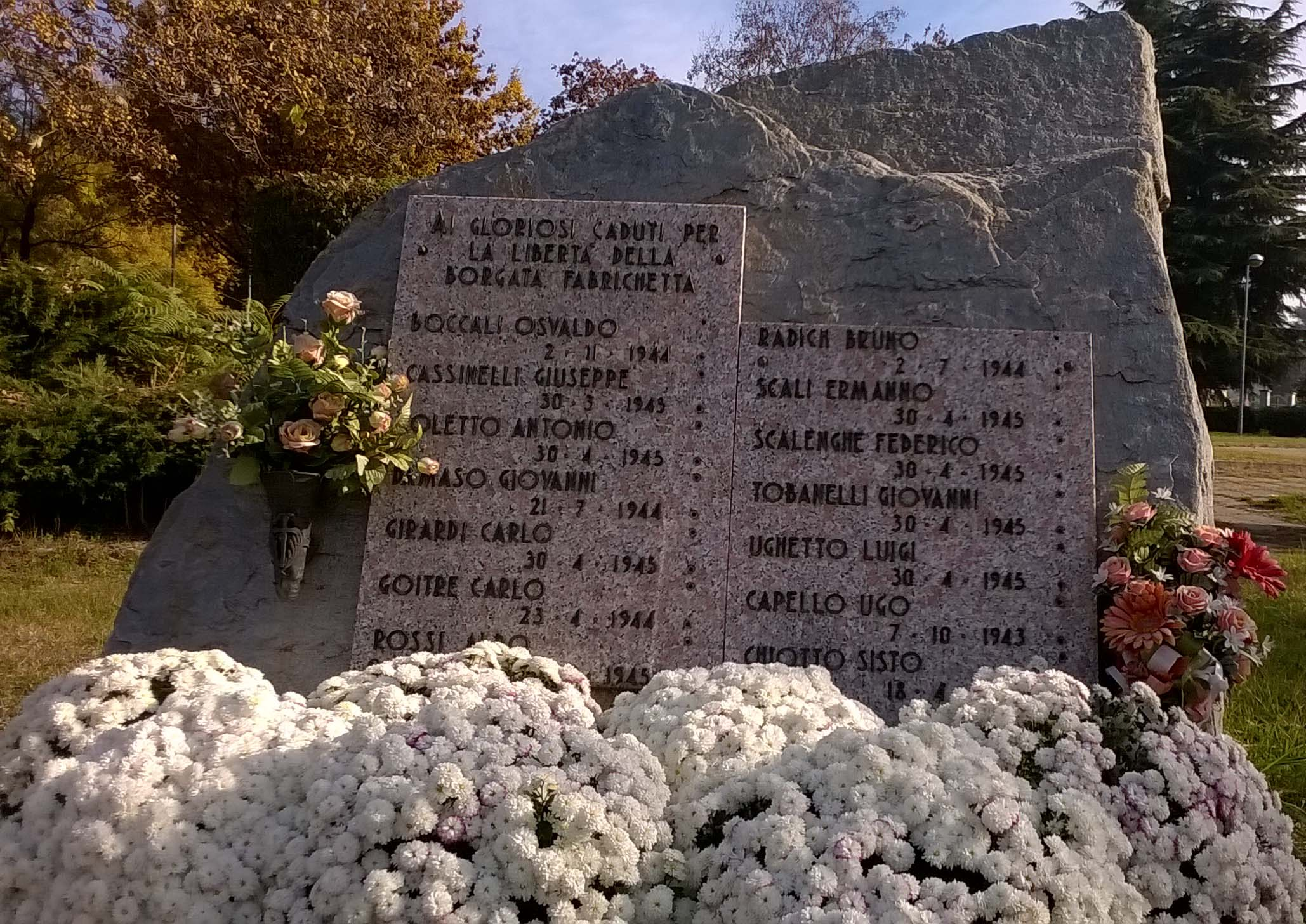
Gedenktafel an die Massaker von Grugliasco

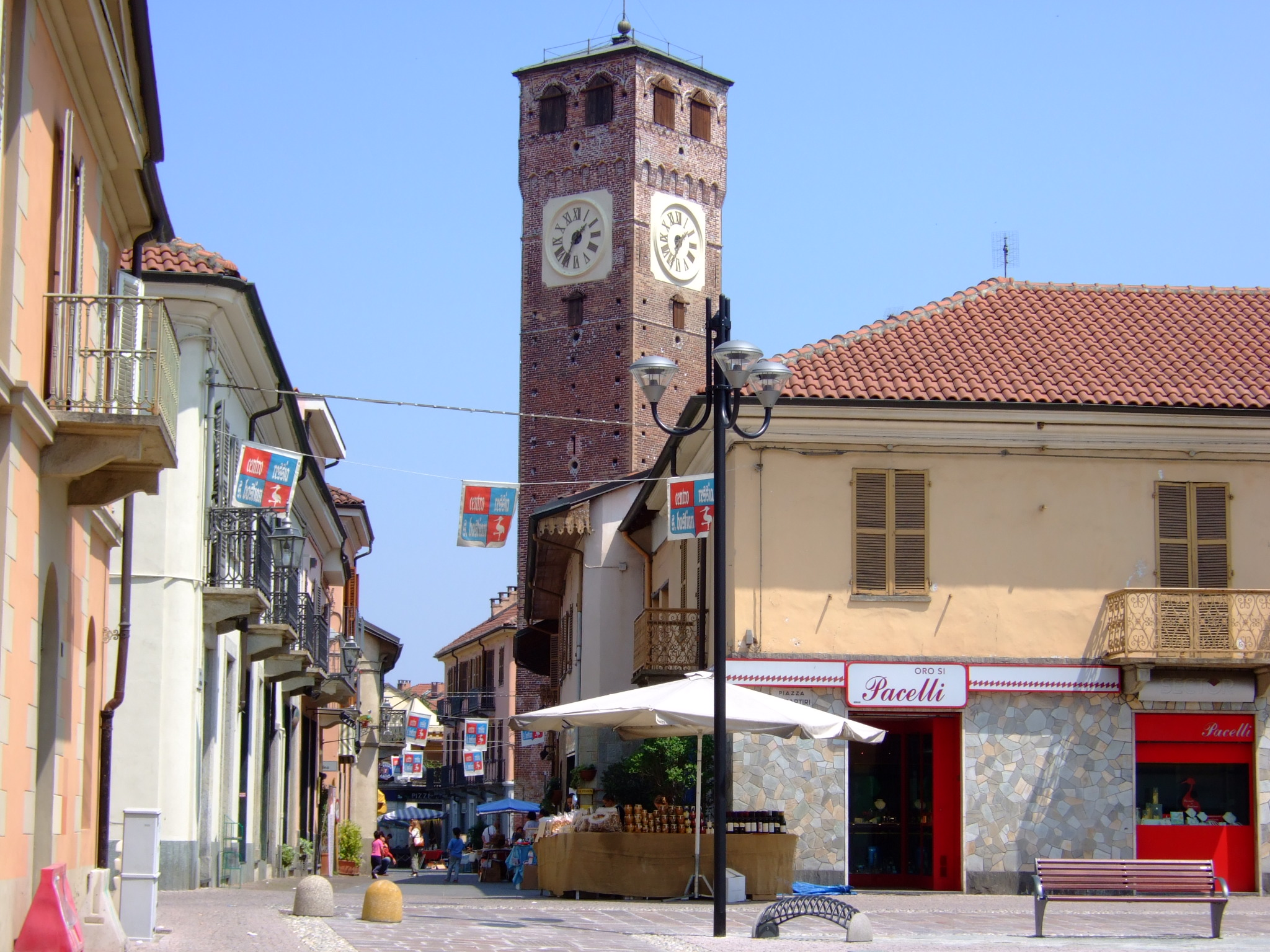
Stadtzentrum

Der Ursprung des Namens könnte sich aus Gruglascum, Curlascum oder aus Currelio - ascum ergeben, dem antiken Namen des römischen Siedlers, dem der Zeit der römischen Zenturierung der westlichen Außenbezirke von Turin möglicherweise ein Teil dieser Ländereien zugewiesen wurde.
Andere Wissenschaftler behaupten jedoch, dass sich der Ortsname auf die Kranichvögel beziehe, die möglicherweise einst während saisonaler Wanderungen hier Halt machten. Tatsache ist, dass die Gemeinde Grugliasco den Kranich als Wappensymbol für ihr Wappen wählte. Erstmals urkundlich erwähnt im Jahr 1613.
Am 29. und 30. April 1945 wurden in Grugliasco und der Nachbargemeinde Collegno 68 italienische Partisanen und Zivilisten von auf dem Rückzug befindlichen Truppen der deutschen Wehrmacht umgebracht. Daran beteiligt war die 5. Gebirgs-Division. Auf dieses Massaker folgte am folgenden Tag die Erschießung von 29 gefangenen faschistischen Soldaten der Division Littorio als Vergeltung. Zur Erinnerung daran wurden an den Orten des Massakers drei Gedenksteine errichtet.
Die jüngste industrielle und städtische Erweiterung war auf die Nähe zu den Fiat-Mirafiori-Werken zurückzuführen, die Grugliasco zu einem Industriezentrum für die Automobilindustrie machte Tatsächlich wurden die Werke Pininfarina, Bertone, Vignale, Westinghouse, Itca und Cimat gebaut. In jüngster Zeit (21. Jahrhundert) sind nur noch wenige aktiv, während im Industriegebiet sowohl der Warenumschlagsknotenpunkt „SITO Interporto di Torino“ als auch die neuen Turiner Obst- und Gemüsemärkte C.A.A.T. entstanden sind.

## Gemeindepartnerschaften
- Échirolles, Frankreich
- Barberà del Vallès, Spanien
- Gourcy, Burkina Faso

## Söhne und Töchter der Gemeinde
- Gian Piero Gasperini (* 1958), Fußballspieler und -trainer